# Peloptulus montanus
Peloptulus montanus är en kvalsterart som beskrevs av Hull 1914. Peloptulus montanus ingår i släktet Peloptulus och familjen Phenopelopidae. Inga underarter finns listade i Catalogue of Life.